# Acraea victoris
Acraea victoris är en fjärilsart som beskrevs av Edward Bagnall Poulton 1927. Acraea victoris ingår i släktet Acraea och familjen praktfjärilar. Inga underarter finns listade i Catalogue of Life.